# Helicogermslita fleischhakii
Helicogermslita fleischhakii är en svampart som först beskrevs av Bernhard Auerswald, och fick sitt nu gällande namn av Læssøe & Spooner 1994. Helicogermslita fleischhakii ingår i släktet Helicogermslita och familjen kolkärnsvampar.   Inga underarter finns listade i Catalogue of Life.